# Wilhelm Kohlhoff
Wilhelm Kohlhoff (* 6. Mai 1893 in Berlin; † 9. Juli 1971 in Schweinfurt) war ein deutscher Maler und Graphiker.

## Leben

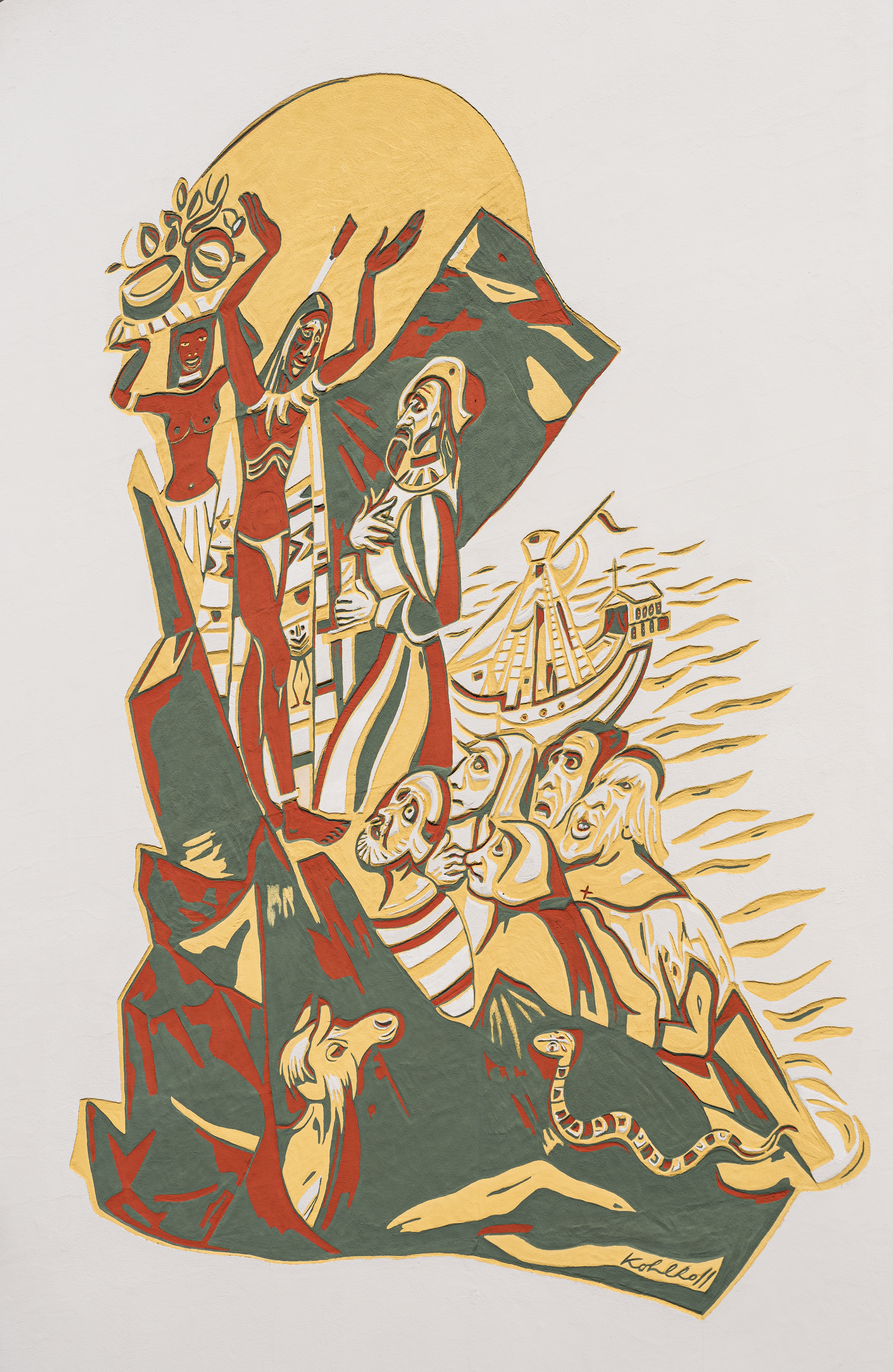
Wandbild an der Westfassade der staatlichen Fachoberschule in Hof (Saale)

Wilhelm Kohlhoff begann nach dem Besuch der Realschule im Jahr 1909 eine Lehre in der Königlichen Porzellan-Manufaktur Berlin. Nebenbei brachte er sich das Zeichnen und Malen als Autodidakt selbst bei.
Im Jahr 1914 wurde erstmals eines seiner Gemälde auf der Großen Berliner Kunstausstellung gezeigt. 1916 war er an der 2. Ausstellung der Freien Sezession und an der Juryfreien Kunstschau beteiligt, kehrte jedoch 1917 zur Berliner Sezession zurück. Dort stellte er expressive Bilder unter dem Eindruck Corinths her.
1918 gründete er zusammen mit Franz Heckendorf, Krauskopf und Deierling eine Kunstschule. Im selben Jahr heiratete er die Malerin Catharine Fischeder, mit der er zwei Söhne hatte; die Ehe wurde 1928 geschieden.
Der Große Preußische Staatspreis wurde ihm 1919 für ein Selbstbildnis, das von der Berliner Nationalgalerie angekauft wurde, überreicht.
Seine früheren expressiven Arbeiten galten den Nazis als „entartet“, und 1937 wurden in der Aktion „Entartete Kunst“ acht davon aus öffentlichen Sammlungen beschlagnahmt. Weitere verschollene Werke verzeichnet die LOST Art-Datenbank des Deutschen Zentrums Kulturgutverluste.
Kohlhoff erhielt jedoch weiter Aufträge für Wandbilder in öffentlichen Bauten. 1939 wurde er eingezogen und als Kriegsmaler eingesetzt. Bei der Ausstellung Deutsche Künstler und die SS 1944 in Breslau wurde von ihm das Bild Die Fahne ausgestellt. Er geriet in sowjetische Gefangenschaft, aus der er fliehen konnte. Nach dem Krieg ließ er sich in Zell im Fichtelgebirge und in Hof (Saale) nieder, wo er von 1949 bis 1953 in seinem Atelier im Ostturm der damaligen Schillerschule Hof lebte. Dort entstanden viele zu seinem Spätwerk zählende Stillleben, Landschaftsmalereien und Porträts, von denen sich ein Großteil im Privatbesitz Hofer Bürger befindet. Er unternahm jedoch viele Reisen, wie seine alljährlichen Ausflüge nach Italien. Kurz vor seinem Tod heiratete er im Jahr 1970 Moy Fehn.

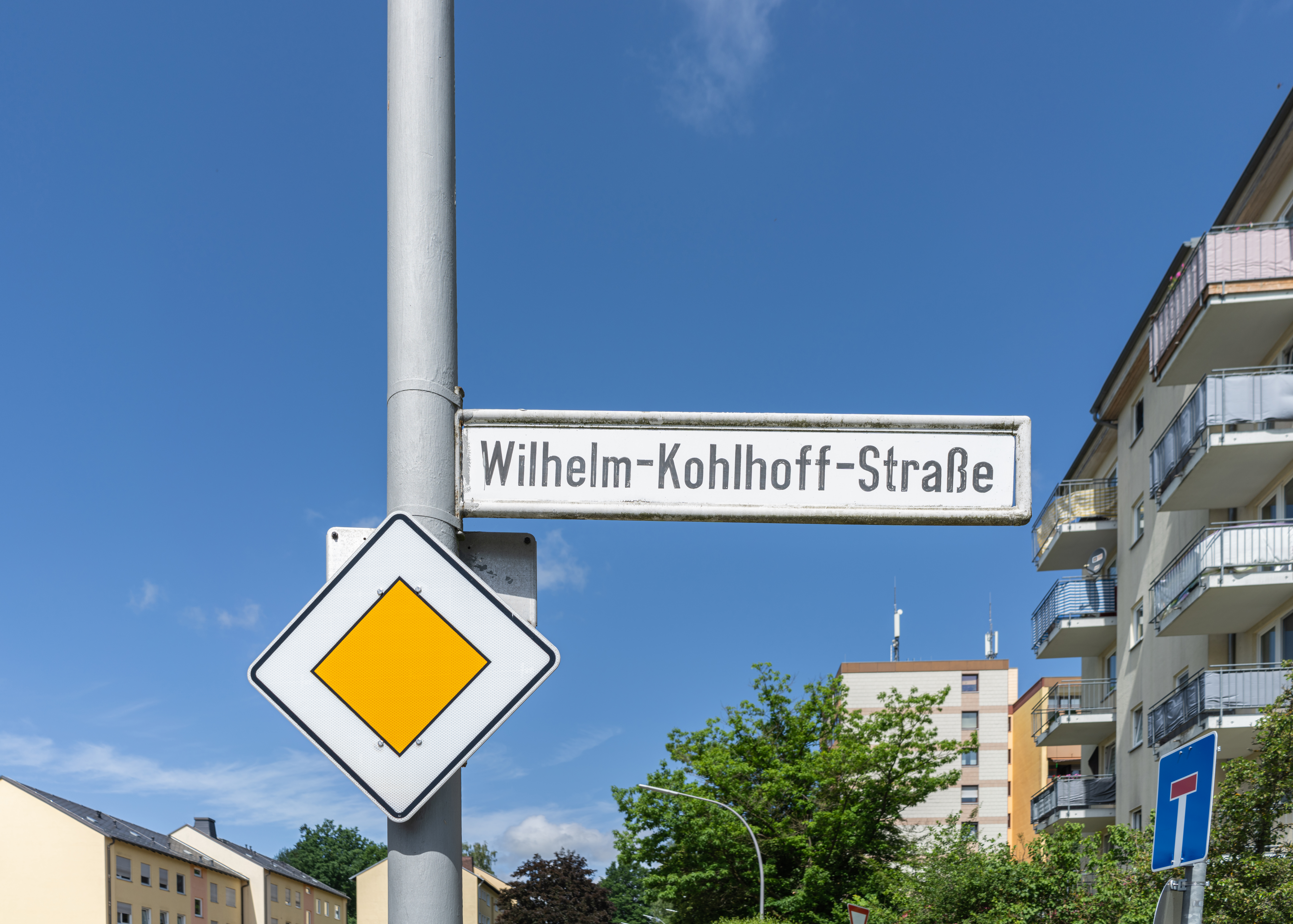
Straßenschild mit seinem Namen

Kunsthistorisch ist Wilhelm Kohlhoff der Verschollenen Generation und dem Expressiven Realismus zuzurechnen.
Nach ihm benannte man eine Straße im Hofer Stadtteil Krötenbruck sowie im Schweinfurter Stadtteil Bellevue (ehemals Askren Manor).

## 1937 als „entartet“ nachweislich aus öffentlichen Sammlung beschlagnahmte Werke
- Selbstbildnis (Öl, 82 × 71 cm, 1915; Nationalgalerie Berlin/Kronprinzen-Palais; Verbleib ungeklärt)
- Liegender Mädchenakt (Öl, 1923; Nationalgalerie Berlin/Kronprinzen-Palais; zerstört)
- Figürliche Darstellung (Tafelbild; Städtisches Kunsthaus Kassel; zerstört)
- Landschaft/Fluss in der Abendbeleuchtung (Aquarell, 30,3 × 38,8 cm; Nationalgalerie Berlin/Kronprinzen-Palais; 1940 zur „Verwertung“ auf dem Kunstmarkt an den Kunsthändler Bernhard A. Böhmer. Verbleib ungeklärt)
- Sitzende Frau in rotem Kleid (Aquarell; Städtische Kunsthalle Mannheim; zerstört)
- Hengst (Lithografie, 18 × 22,4 cm, 1920; Anhaltinische Gemäldegalerie Dessau; zerstört)
- Frauenbrustbild (Zeichnung, Städtische Kunsthalle Mannheim; Verbleib ungeklärt)
- Das Drama (Lithografie, 27 × 23,8 cm, 1917; Blatt 17 der beschlagnahmten Mappe Shakespeare Visionen. Eine Huldigung deutscher Künstler; Verlag Reinhard Piper, München, 1918; insgesamt drei Exemplare aus dem Städtischen Kunst- und Gewerbemuseum Dortmund, dem Museum für Kunst und Kunstgewerbe Stettin und dem Schlossmuseum Weimar. 1939 zur „Verwertung“ auf dem Kunstmarkt an  Bernhard A. Böhmer.)